# Zé da Viola
Lourival Gesteira Filho, mais conhecido como Zé da Viola e  também referido como Loureval Filho, é um cantor e compositor brasileiro. Nascido na cidade do Rio de Janeiro, conseguiu sua fama com a canção "Amigo Estou Aqui", versão brasileira da faixa "You've Got a Friend in Me", da trilha sonora do filme Toy Story (1995).

## Carreira

### Primeiros trabalhos
Zé da Viola começou a cantar aos 10 anos. Fez parte de um grupo de coristas que se apresentou durante a edição de 1983 do MPB Shell, festival de música promovido pela TV Globo. Nessa época, o artista integrava o trio Gente Fina, que ele formou com seus irmãos Nininho e Gesteira. Com um repertório de composições irreverentes e engraçadas que misturavam música pop, samba e pagode, os três chegaram a gravar um CD pela PolyGram, mas o disco não obteve sucesso comercial. Após a morte de um deles e da decisão do outro de tornar-se dublador, Zé seguiu carreira solo, apresentando-se em estabelecimentos como bares, restaurantes e hotéis.

### Contrato com a Disney
Na década de 1990, o músico estava gravando uma fita demo no estúdio Double Sound, no Rio de Janeiro, onde o novo filme de animação da Disney Pixar, Toy Story (1995), estava sendo dublado. Um técnico de gravação o ouviu cantar e achou seu timbre de voz parecido com o de Randy Newman, compositor da trilha sonora original, e propôs a Zé a gravação de um teste. Ele cantou a versão em português de uma das músicas do filme. Após ser avaliada pelos técnicos da Disney nos Estados Unidos, a fita teste do artista carioca foi imediatamente aprovada e ele foi contratado pela empresa.
Zé interpretou as versões brasileiras das três canções que compõem a trilha musical de Toy Story: "Amigo Estou Aqui" ("You've Got a Friend in Me") — tema principal de abertura e encerramento —, "Coisas Estranhas" ("Strange Things") e "Voar Eu Não Vou Nunca Mais" ("I Will Go Sailing No More"). Ele retornou aos estúdios para gravar músicas de outras animações com versões originais de Newman. Interpretou canções de James and the Giant Peach (1996), A Bug's Life (1998) e dos três outros filmes da franquia Toy Story, incluindo "Seu Destino" ("I Can't Let You Throw Yourself Away"), de Toy Story 4 (2019).

### Outros projetos
Com pouca projeção no cenário artístico, Zé tornou-se mais conhecido após aparecer tocando e cantando "Amigo Estou Aqui" em um vídeo que foi repostado várias vezes e atingiu mais de um milhão de visualizações no Youtube. Entre 2019 e 2020, ele foi convidado para cantar no canal dos Castro Brothers no Youtube, atuou no júri técnico musical do Prêmio Cubo de Ouro e participou de vários eventos pelo Brasil, como a Ultimate Geek, em São Paulo, e a Convenção de Animê e Tokusatsus de Uberlândia, em Minas Gerais. Em 11 de dezembro de 2021, o músico foi um dos convidados da primeira edição da DublaCon, convenção que reúne diversos profissionais da dublagem brasileira. Paralelamente, ele continuou se apresentando em bares, cantando músicas próprias em ritmos musicais como bossa nova, MPB e samba.

## Vida pessoal
Zé da Viola tem um filho, Lucas, nascido no início da década de 1990. Em 2005, um tumor cerebral deixou o cantor com algumas sequelas, tais como anosmia e perda de visão do olho direito. A partir de 2020, uma catarata passou a ameaçar os 30% de visão restantes em seu olho esquerdo. Em meados de 2021, os humoristas Ed Gama e Estevam Nabote entrevistaram Zé no podcast "Só Um Minutinho" e visitaram a casa do músico no Rio de Janeiro, na qual observaram "questões de acessibilidade que [poderiam] ser melhoradas". Para celebrar o Dia do Amigo, a dupla de apresentadores lançou na internet uma ação de financiamento coletivo, com o nome de "Operação Amigo Estou Aqui", para cobrir os custos de uma cirurgia ocular no artista e de uma reforma na residência dele. Quase 50 mil reais foram arrecadados na campanha.

## Discografia

### Trilhas sonoras
| Canção                            | Ano  | Trabalho                  | Notas                                        | Ref.          |
| --------------------------------- | ---- | ------------------------- | -------------------------------------------- | ------------- |
| "Amigo Estou Aqui"                | 1996 | Toy Story                 | Álbum lançado no Brasil pela Natasha Records | [ 2 ]         |
| "Coisas Estranhas"                | 1996 | Toy Story                 | Álbum lançado no Brasil pela Natasha Records | [ 2 ]         |
| "Voar Eu Não Vou Nunca Mais"      | 1996 | Toy Story                 | Álbum lançado no Brasil pela Natasha Records | [ 2 ]         |
| "Boas Notícias"                   | 1996 | James and the Giant Peach | Álbum lançado apenas em Portugal             | [ 11 ] [ 12 ] |
| "Vou Viver o Melhor Que Eu Puder" | 1998 | A Bug's Life              |                                              | [ 4 ]         |
| "Amigo Estou Aqui"                | 2019 | Toy Story 4               |                                              | [ 5 ]         |
| "Seu Destino"                     | 2019 | Toy Story 4               |                                              | [ 5 ]         |